# Espejón
Espejón ist eine kleine nordspanische Gemeinde (municipio) mit 128 Einwohnern (Stand: 2024) im Westen der Provinz Soria in der Autonomen Region Kastilien-León. Die Gemeinde gehört zur bevölkerungsarmen Serranía Celtibérica. 

## Lage und Klima
Die Gemeinde Espejón liegt in ca. 1030 m knapp 59 km (Fahrtstrecke) westnordwestlich von Soria. Das Klima ist gemäßigt bis warm; Regen (ca. 542 mm/Jahr) fällt überwiegend im Winterhalbjahr.

## Bevölkerungsentwicklung
| Jahr      | 1970 | 1981 | 1991 | 2001 | 2011 | 2021 |
| Einwohner | 320  | 276  | 241  | 217  | 199  | 147  |

## Sehenswürdigkeiten
- Burgreste
- Kirche Mariä Himmelfahrt (Iglesia de Nuestra Señora de la Asunción)

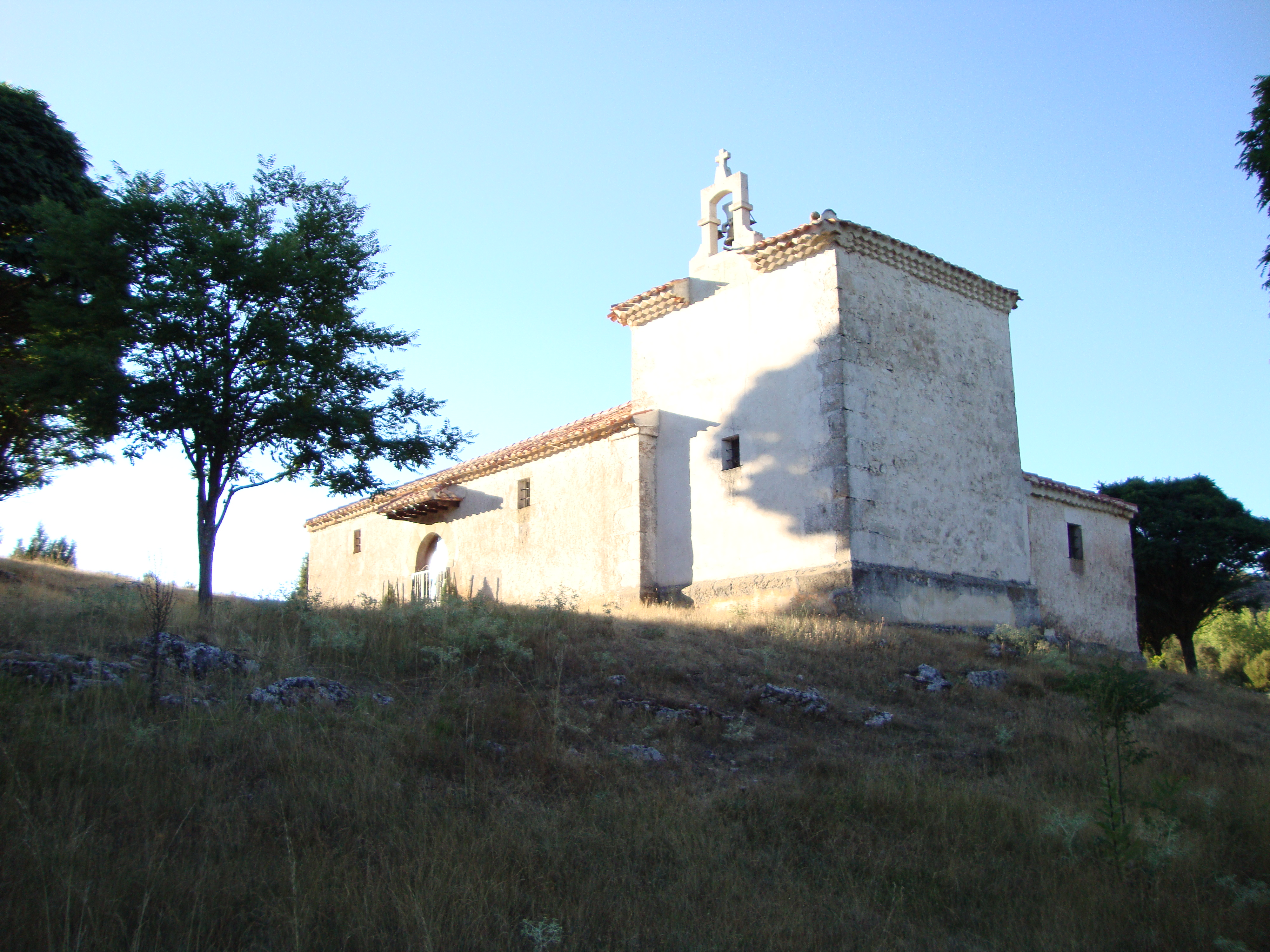
Marienkapelle

- Marienkapelle